# Seca na Somália em 2021
A seca na Somália iniciou-se a partir de 2021, após quatro temporadas chuvosas consecutivas fracassadas, mais de 2,3 milhões de pessoas enfrentaram escassez de alimentos na Somália. Mais de 80% do país sofre com uma seca severa. Nas áreas afetadas, até 20% da população sofreu escassez de água, alimentos e pastagens, deslocando cerca de 100.000 pessoas.

## Causas
As alterações climáticas são uma das principais causas com o aumento dos riscos relacionados com o clima.

## Impacto
Espera-se que a maioria das áreas agrícolas sofram quebras de safra, e há poucas perspectivas de produção de cereais durante a temporada do Deyr. Particularmente nas regiões centrais e em Puntland, as comunidades estão contando com poços perfurados, pois a maioria dos poços rasos e berkads secaram. Os níveis de água dos rios Shabelle e Juba são baixos e devem diminuir.

## Situação humanitária
71% das pessoas na Somália vivem abaixo do limiar da pobreza. Prevê-se que o número de pessoas que necessitam de assistência aumente em 2022 para cerca de 7,7 milhões de 5,9 milhões. Em dezembro de 2021, espera-se uma situação semelhante à seca somali de 2017.
A partir de novembro de 2021:
- 5,9 milhões necessitam de assistência humanitária;
- 3,5 milhões de pessoas enfrentam insegurança alimentar aguda;
- 2,9 milhões de pessoas desalojadas;
- 1,2 milhão de crianças estão desnutridas.

## Pedidos de resposta
Em novembro de 2021, o residente e coordenador humanitário da ONU para a Somália, Adam Abdelmoula, pediu uma ação urgente, pois as Nações Unidas alertaram que a situação poderia tornar-se extrema até abril de 2022.
Em novembro de 2021, o Plano de Resposta Humanitária da Somália para 2021 foi financiado em 66%.

## Resposta
O Fundo Humanitário Somali alocou US$ 6 milhões e o Fundo de Emergência das Nações Unidas alocou US$ 8 milhões para esforços de socorro.